# 介川通景
介川 通景（すけかわ みちかげ、安永9年12月29日（1781年1月23日） - 弘化4年10月16日（1847年11月23日））は江戸時代の久保田藩重臣。能代奉行や両右筆支配などを勤める。通称は亀治、東馬。字は子明。号は緑堂、静斎。石高は319石余。家格は最終的に廻座（宿老）。介川東馬で著名。子は介川通顕（作美）。秋田武鑑では介川将監の子孫としている。「秋田武鑑」製作当時の家格廻座の小野崎氏分流介川氏当主である。父は介川通遠。

## 経歴
久保田城下にて出生し、藩校明徳館に学ぶ。寛政7年（1795年）に出仕し、文化元年（1804年）に副役で江戸在番となる。
文化7年（1810年）に財用奉行に就任し、翌年に勘定奉行となり銅山奉行を兼帯する。文政10年（1827年）12月12日に一代限定で宿老の家格となる。
天保7年（1836年）に能代奉行を兼帯するが、三年後に辞職し、その翌年には病気により全ての役職を辞す。
天保12年（1841年）10月15日に大番頭格の両右筆支配に就任し、弘化2年（1845年）に老衰により辞職。翌年6月24日に藩主佐竹義厚より多年の功を賞され、家格が永代宿老となる。
弘化4年（1847年）10月16日死去。墓所は永源院。

## 著書
著作に｢刑罰式｣、｢子姓関談｣、｢介川氏随集｣などがある。

## 人物
細心な性格で勤勉であったとされる。また、頼山陽や篠崎小竹らと交遊があったとされる。
家督を継いだ時点の禄は66石の諸士であったが、最終的には319石の宿老となっている。これは久保田藩の藩政改革による人材登用のためであった。介川の力量は大坂商人との交渉力にあった。介川は5度の大坂詰めを経験している。特に、1834年の北浦一揆時（天保の大飢饉）には、既に久保田藩は多額の借財があったにも関わらず、8万8千石もの米や雑穀を秋田に輸送することに成功し危機を回避した。大坂商人との個人的接待とそれによる多額な借財を可能になった時の様子は金森正也の『秋田藩大坂詰勘定奉行の仕事 -「介川東馬日記」を読む-』で詳細に描かれている。
大坂商人でもあり学者でもある草間直方は熊本藩から財政援助を求められたときに、それを婉曲に断りながら、藩財政についての助言をまとめ「むたこと草」というリポートをまとめ藩に提出した（熊本県立図書館蔵）。その中で、ある東国の藩の事例として、大坂に家臣を派遣する際には必ず日記をつけさせ「大坂に逗留中のことは、借金の相談はもちろん、訪れた場所、受けたふるまい、日々の来客・諸国の珍事など、さまざまな雑談雑話」まで全て記録させ、国許に帰ったら重臣の手を通して藩主にまで提出させることが大切だとしている。
介川通景の最大のライバルは同じ久保田藩における改革派官僚の金易右衛門であった。金と介川は養蚕事業で対立し、金が推進する養蚕事業の先行きを介川は危惧した。結局、藩直営の養蚕座は廃止され、金は介川を疑惑の目で見るようになる。しかし、介川自身は金の手腕を評価しており、自分が一代宿老となるなら、金易右衞門も宿老になるべき人物であると進言している。
大坂詰めでは、大坂商人との接待の毎日であったが、そこで文人としての介川が交渉力の一端を支えた。介川は緑堂(ろくどう)の号を持ち、漢詩文に堪能であった。大坂商人からの手紙に「緑堂」の宛名がある文書がのこされている。また、笙の演奏も堪能で、大坂商人らとの演奏会を行っていた。
1838年には、北浦一揆の発生原因ともなった2度目の「家口米仕法」発令において、金易右衞門と対立する。金が家口米仕法を立案し、介川が反対に回った。介川は金の意見を採るか自分の意見を採るか。もしも自分の意見が入れられなければ隠居すると家老の前で宣言をしたが、結局金の意見が採用され介川は隠居した。
介川は中年以降暇があればいつも詩作に没頭していた。特に晩年は詩人として生きた。秋田県公立文書館の東山文庫には彼の詩がたくさん残されている。